# Violinsonate Nr. 1 (Beethoven)
Die Violinsonate Nr. 1 in D-Dur, op. 12 Nr. 1 ist eine Sonate für Violine und Klavier von Ludwig van Beethoven.

## Entstehung
Die Violinsonaten op. 12 entstanden in den Jahren 1797 und 1798. Beethoven widmete die 1798 unter dem Titel Tre Sonate per il Clavicembalo o Forte-Piano con un Violino erschienenen Sonaten seinem Lehrer Antonio Salieri (möglicherweise mit der Hoffnung auf eine Förderung seiner Karriere durch seinen Lehrer).

## Zur Musik
Beethoven war seit seiner Zeit in der Bonner Hofkapelle, in der er die Violine spielte, mit dem Violinspiel vertraut und verfeinerte dieses auch nach seiner Übersiedlung nach Wien. Bereits um 170/92 komponierte er eine Fragment gebliebene Sonate in A-Dur (Hess 46) und das Rondo in G-Dur WoO 41, wobei in letzterem sich das Seitenthema zum Kontrapunkt des Hauptthemas entwickelt.
In seinen Violinsonaten setzte Beethoven den von Wolfgang Amadeus Mozart eingeschlagenen Weg fort. Dieser hatte in seinen Violinsonaten begonnen, die Violine, die vor Mozart u. a. in den Sonaten von Johann Schobert und Johann Christian Bach lediglich begleitende Funktion hatte, zu einem gleichberechtigten Partner des Klaviers zu entwickeln.
Beethoven folgt seinem Vorbild in der Dreisätzigkeit der Sonaten mit eröffnendem Allegro in Sonatensatzform und abschließendem Rondo. Beethovens Violinsonaten sind vom Dialog zwischen Klavier und Violine geprägt und unterscheiden sich von den früheren, als Unterhaltungsmusik konzipierten Werken der Gattung – unter den erschreckten Reaktionen des Publikums – durch den Einsatz von Synkopen sowie eigenwillige Modulationen und Rhythmen.

### 1. Satz: Allegro con brio
Das Figurationsmuster dieses Satzes weist auf Beethovens 1798/99 entstandenes, ebenfalls in D-Dur stehendes Streichquartett Nr. 3 D-Dur op. 18,3 voraus.
Die viertaktige Einleitung mit ihrem gebrochenen D-Dur-Dreiklang klingt an den die Variationen WoO 46 einleitenden Es-Dur-Dreiklang an. Die Achtelbewegungen des Hauptthemas werden im zweiten Thema fortgesetzt, der nicht in der Dominante, sondern der Doppeldominante beginnt. Als weitere Motive erklingen eine abwärts führende Skala sowie eine Viertaktgruppe. Am Ende des Satzes erklingt keine Coda, sondern lediglich die Reprise.

### 2. Satz: Tema con Variazioni. Andante con moto
Dem 32 Takte umfassenden Thema folgen vier Variationen und eine Coda.

### 3. Satz: Rondo. Allegro
Das im 6/8-Takt stehende Rondo weicht vom üblichen Schema ab, so dass Musikwissenschaftler Dieter Rexroth zu der Erkenntnis kam, dass „Beethoven [...] in diesem Satz die Rondoform mit der Sonatenform verschränkt“ hat. Beethoven erreicht dies u. a. durch Entwicklung des Themas und motivische Arbeit. Der durchführungsartige Abschnitt des Finales teilt mit F-Dur die Tonart der Durchführung des ersten Satzes.

## Wirkung
Die schockierte Reaktion des Publikums auf Beethovens erste Violinsonaten – auch Widmungsträger Antonio Salieri soll auf den neuartigen Stil der Musik befremdet reagiert haben – spiegelt sich in der Rezension in der Allgemeinen musikalischen Zeitung wider:

„Es ist unleugbar, Herr von Beethoven geht einen eigenen Gang: aber was ist das für ein bizarrer, mühseliger Gang! Gelehrt, gelehrt und immer fort gelehrt und keine Natur, kein Gesang […] Eine Sträubigkeit, für die man wenig Interesse fühlt, ein Suchen nach seltener Modulationen, ein Ekeltun gegen gewöhnliche Verbindung, ein Anhäufen von Schwierigkeit auf Schwierigkeit, dass man die Geduld und Freude dabei verliert.“

Dem hielt Komponist Robert Schumann entgegen, als er im Jahr 1836 schrieb:

„Ja wohl, im Gang der Natur liegt’s und in der Natur der Dinge. Siebenunddreißig Jahre vergingen einstweilen: wie eine Himmelssonnenblume hat sich der Name Beethoven entfaltet, während der Rezensent in einem Dachstübchen zur stumpfen Nessel zusammenschrumpft.“